# Metapioplasta gratiosa
Metapioplasta gratiosa is een vlinder uit de familie van de uilen (Noctuidae). De wetenschappelijke naam van deze soort is voor het eerst voorgesteld door Hans Daniel Johan Wallengren in een publicatie uit 1856.
De soort komt voor in Angola, Zambia, Mozambique, Namibië, Botswana, Zimbabwe, Zuid-Afrika en Lesotho.